# Fulton Fish Market

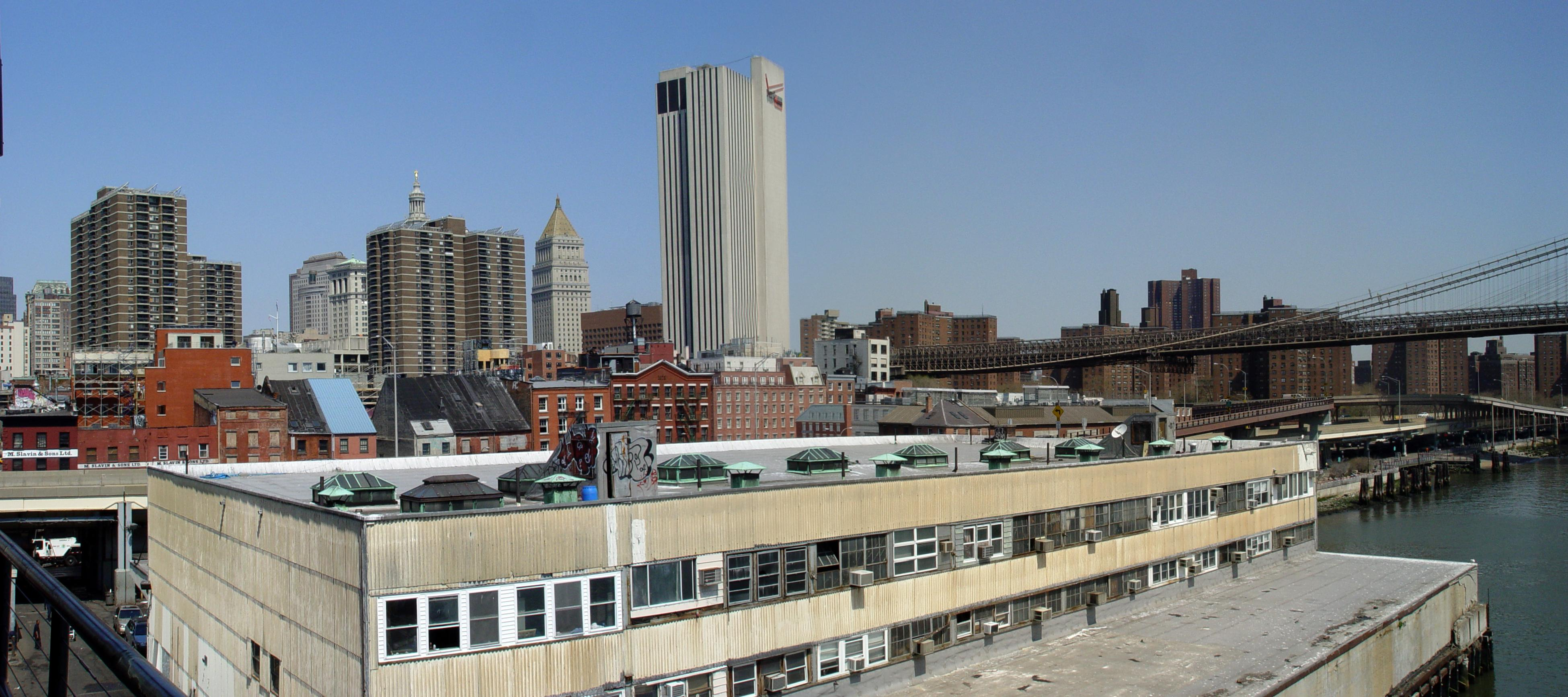
Gebäude des ehemaligen Fischmarkts im Seaport

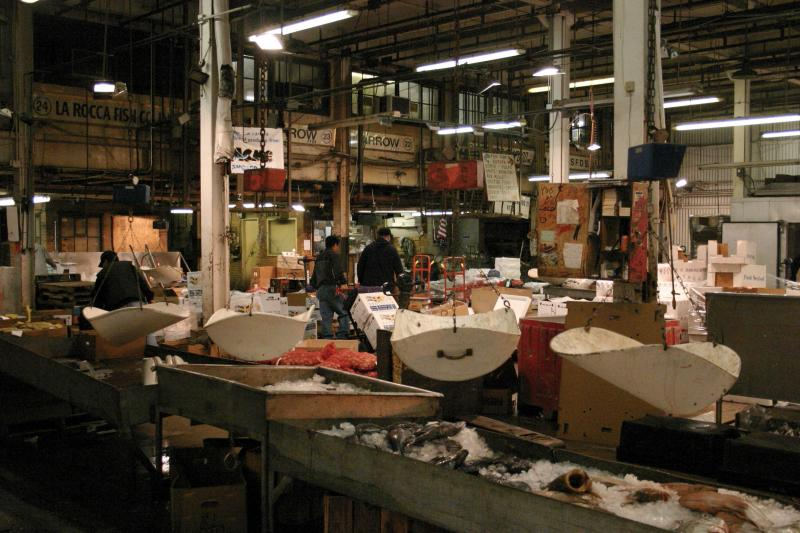
Fulton Fish Market

Der Fulton Fish Market in New York City ist der größte Fischmarkt der Vereinigten Staaten und nach Tokio der größte der Welt.

## Bedeutung
Der Markt in Lower East Side wurde 1822 eröffnet. Auf dem Fulton Fish Market wurde der Fischfang über den East River angeliefert, um dort seine Käufer zu finden. Die Fische werden jedoch schon lange nicht mehr auf dem Seeweg zum Markt verbracht, sondern mittels Kühlwagen angeliefert. Heute hat der Fulton Fish Market neben seiner wirtschaftlichen Bedeutung auch noch eine Bedeutung als touristische Sehenswürdigkeit New Yorks. Seit 2005 befindet sich der Fulton Fish Market nicht mehr am South Street Seaport, sondern am Hunts Point in der Bronx.